# جون أبي زيد
جون فيليب أبي زيد (بالإنجليزية: John Abizaid) (ولد في 1 أبريل 1951) هو جنرال متقاعد في جيش الولايات المتحدة وقائد سابق للقيادة المركزية الأمريكية وعمل سابقا سفير الولايات المتحدة في المملكة العربية السعودية.
كان قائد القيادة المركزية الأمريكية والرجل الأول فيما عرف بالحرب على العراق، الجنرال أبي زيد هو حفيد مهاجرين لبنانيين مسيحيين إلى الولايات المتحدة، وهو يتحدث العربية بطلاقة، ويقول إنه يحب العالم العربي. قد هاجر أجداده إلى الولايات المتحدة من قرية مليخ في قضاء جزين في جنوب لبنان عام 1915. وهو أب لثلاثة أطفال. ويجمع ما بين العمل العسكري والإنجاز العلمي. في أثناء دراسته في الأكاديمية العسكرية الأمريكية (وست بوينت) في نيويورك كان زملائه يطلقون عليه اسم «العربي المجنون». عين أبي زيد في أبريل 2019 سفيرا للولايات المتحدة الأمريكية لدى السعودية.